# 执政官官邸 (维罗纳)
45°26′37.55″N 10°59′54.51″E / 45.4437639°N 10.9984750°E

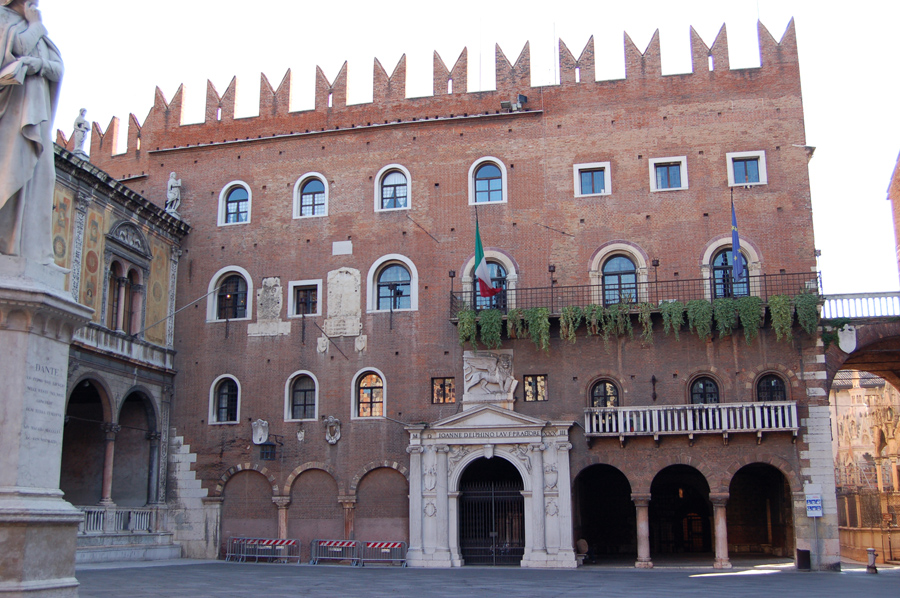
执政官官邸

执政官官邸（Palazzo del Podestà或Palazzo del Governo）是意大利维罗纳的一座中世纪宫殿，位于领主广场和斯卡拉拱门（Arche scaligere）之间。
这座宫殿由斯卡利杰尔建造，兴建在古罗马广场（今百草广场）附近的罗马废墟上面，可能是用来作为执政官的官邸。从1311年起由Cangrande居住。但丁和乔托等许多知名人士都曾在此住宿。
但丁被佛罗伦萨流放，曾住在这座宫殿。宫殿所面临的领主广场，又称为但丁广场（Piazza Dante），广场中央是诗人的雕像。

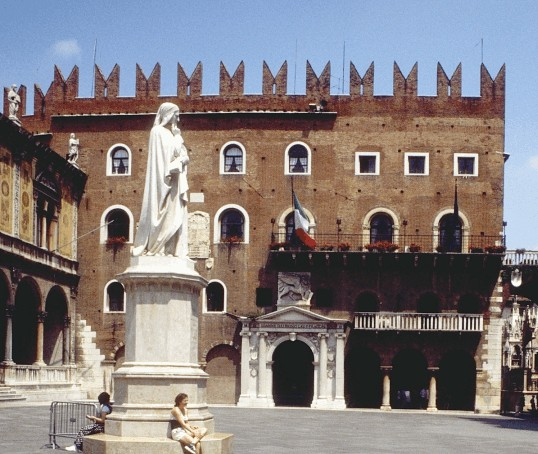
但丁雕像和执政官官邸
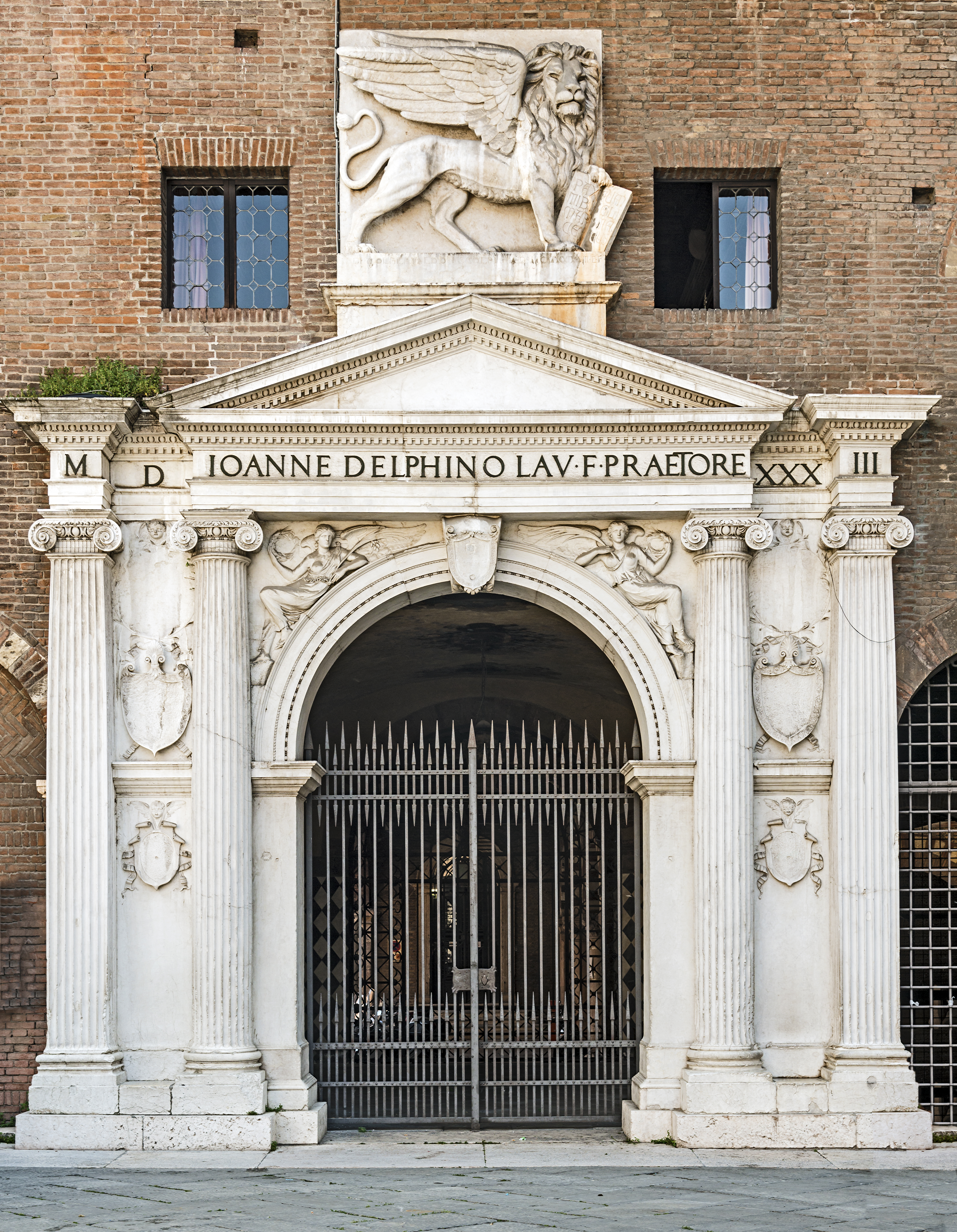
在“德斯塔宮”的主入口
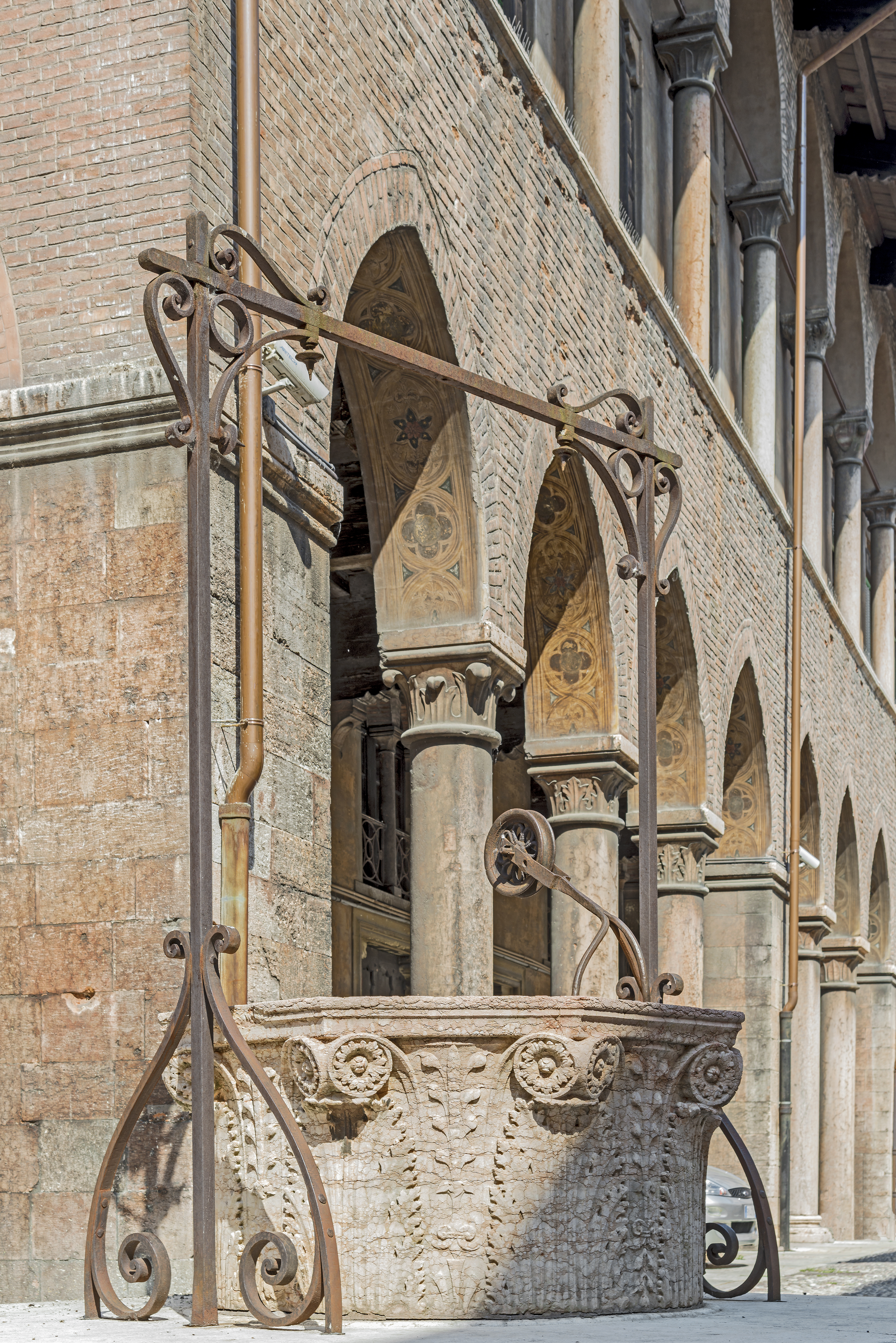
在院子里的井